# Witold Smętek
Witold Stanisław Smętek (ur. 17 grudnia 1910 w Kaliszu, zm. 29 stycznia 1983 w Warszawie) – polski lekkoatleta, oszczepnik, biegacz, piłkarz ręczny, tenisista stołowy, mistrz i rekordzista Polski. Urodził się jako osoba interpłciowa i przy urodzeniu przypisano mu płeć żeńską. W 1937 roku dokonał tranzycji płciowej, w kierunku płci męskiej.

## Życiorys

### Wczesne życie
Witold Smętek urodził się jako Zofia Smętek 17 grudnia 1910 roku w Kaliszu. Od dziecka interesował się sportem i ze względu na dobre warunki fizyczne osiągał bardzo dobre rezultaty, początkowo w sekcji lekkoatletycznej Kaliskiego Klubu Sportowego. W 1928 roku wygrał wielkopolski czwórbój lekkoatletyczny i po konsultacjach z trenerami zdecydował się skupić na rzucie oszczepem. W 1930 roku wygrał zorganizowane w Kaliszu zawody dla cyklistów. W 1931 roku został doceniony przez władze mającego silną sekcję lekkoatletyczną klubu ŁKS Łódź – zaproponowano mu przejście do tego klubu.

### Kariera sportowa
W nowym klubie nadal się rozwijał. W 1932 roku zdobył złoty medal mistrzostw Polski w rzucie oszczepem, dzięki czemu został powołany do reprezentacji, w której wystąpił czterokrotnie: 26 czerwca 1932 roku we Lwowie w wygranym 63:43 meczu z Czechosłowacją (ostatnie, 4. miejsce w rzucie oszczepem z wynikiem 29,87 m), 15 lipca 1934 roku w Warszawie w przegranym meczu z Niemkami 35:64 (ostatnie, 4. miejsce w rzucie oszczepem z rezultatem 31,78 m), 19 sierpnia 1934 roku w Poznaniu w wygranym 62:37 meczu z Japonią (ostatnie, 4. miejsce w pchnięciu kulą) oraz 25 sierpnia 1935 roku w Dreźnie w przegranym 38,5:60,5 meczu z Niemkami (ostatnia, 4. lokata w rzucie oszczepem z wynikiem 28,92 m).
Jako zawodnik klubowy zdobył w 1932 roku mistrzostwo kraju w hazenie, a w mistrzostwach Polski w biegach przełajowych zdobył czwarte miejsce. W następnym roku trzykrotnie pobił rekord Polski w rzucie oszczepem, osiągając ostatecznie rezultat 38,23 m (najlepszy rezultat w karierze). W tym samym dniu poprawił o dwa metry rekord świata, rzucając łącznie prawą i lewą ręką 59,34 m, ale wyniku nie uznano z powodu problemów ze sporządzeniem właściwego protokołu. Chociaż wynik nie został oficjalnie uznany, Smętek stał się znany w skali całego kraju. W mistrzostwach Polski zajął natomiast stosunkowo niskie piąte miejsce, ale w latach 1934–1936 zdobył trzy srebrne medale.

### Kontrowersje wokół płci i tranzycja
Od młodości był ze względu na swoją budowę i typ urody brany omyłkowo za chłopca. Z czasem podejrzenia, uwagi i plotki na temat jego płci narastały, szczególnie że w szatni zawsze przebierał się samotnie. Oprócz innych zawodniczek jego osobą zainteresowali się kabareciarze, felietoniści prasowi i satyrycy. W 1934 roku Smętek odszedł z ŁKS Łódź i przeniósł się do Kalisza, jednak już rok później przeprowadził się do Warszawy, gdzie podjął treningi w klubie Warszawianki i pracę w fabryce samolotów PZL. Wciąż był jednak obiektem zainteresowania prasy. W 1935 w sztafecie 4×200 metrów zdobył brązowy medal mistrzostw kraju, w czerwcu 1936 zajął drugie miejsce w mistrzostwach Warszawy w biegu na 800 m, a w 1937 roku został mistrzynią Polski w tenisie stołowym.
W 1935 roku podejrzewano u niego interpłciowość, a rok później pisano o jego rzekomych planach korekty płci, co Smętek osobiście zdementował. Jan Szeląg zażartował w „Szpilkach”, że kwestia Smętek została wprowadzona do mediów jako trik reklamowy Melchiora Wańkowicza, który miałby w ten sposób promować swoją książkę Na tropach Smętka.
W październiku 1936 roku Smętek udał się na potajemne badania na VI Oddział Ginekologiczny Szpitala Dzieciątka Jezus w Warszawie, podczas których potwierdzono interpłciowość, a Smętek podjął decyzję o poddaniu się operacji korekty płci. Smętek zataił początkowo tę informację przed mediami, ale 14 kwietnia 1937 roku wydał w tej sprawie oświadczenie, zapowiadając poddanie się operacji w następnym tygodniu. Informacja spowodowała dalszy skokowy wzrost zainteresowania jego osobą.
19 kwietnia Smętek zgłosił się do szpitala Dzieciątka Jezus w Warszawie, a operację przeprowadzono 23 kwietnia. Po operacji Smętek udzielił wywiadu kilku dziennikarzom i zapowiedział przyjęcie imion Witold Stanisław, jednak w części źródeł błędnie podawane jest imię Józef. W maju przeszedł jeszcze kolejną operację w związku z korektą płci. Jeszcze w tym samym roku otrzymał wezwanie do komisji lekarskiej komendy uzupełnień w Łodzi, ale nie wcielono go do wojska. 21 września 1937 roku Sąd Okręgowy w Kaliszu zatwierdził zmianę jego danych osobowych z „Zofia Smętek” na „Witold Stanisław Smętek”.

### Późniejsze życie
Smętek stał się obiektem zainteresowania prasy nie tylko w Polsce, ale także za granicą. Nie odnosił już sukcesów sportowych i nie występował już w drużynie Warszawianki, choć tuż przed operacją wróżono mu karierę w sekcji piłki nożnej tego klubu. We wrześniu 1937 roku Smętek zaczął grać w drużynie piłkarskiej Okęcie Warszawa. W maju 1939 roku udzielił wywiadu agencji Reutera, w którym przyznał, że chciałby ponownie przejść korektę płci ze względu na ciężkie przeżycia minionych dwóch lat. W tym samym roku wydano we Francji książkę opisującą jego losy – „Confession amoureuse de la femme qui devint homme” (pol. Wyznanie miłości kobiety, która stała się mężczyzną).
9 września 1939 roku, kiedy w Warszawie już trwały działania wojenne, w kościele na Saskiej Kępie Smętek poślubił warszawiankę Janinę Rusinowską, z którą doczekał się trojga dzieci. Rodzaj interseksualności, jaki reprezentował, umożliwiał mu bowiem po przeprowadzonym zabiegu posiadanie potomstwa. W trakcie wojny działał w podziemiu, za co został zaaresztowany i umieszczony na krótko na Pawiaku (z braku dowodów został zwolniony przez Gestapo). Pod koniec lipca 1944 roku wydostał się z Warszawy do przebywającej pod Częstochową żony i doczekał tam do końca II wojny światowej.

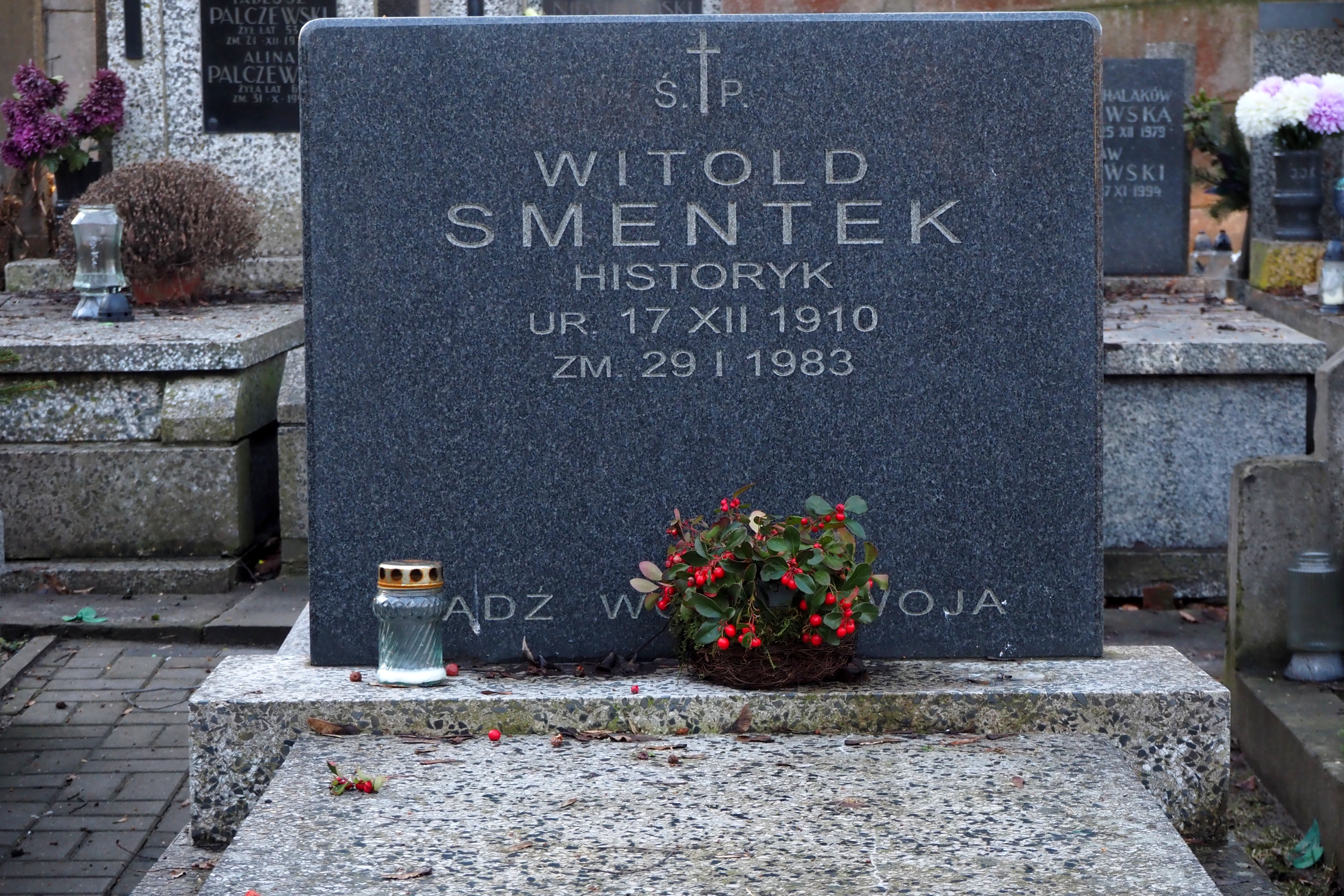
Grób Witolda Smętka na Cmentarzu prawosławnym na Woli w Warszawie

Po II wojnie światowej Smętek został zapomniany przez środowisko sportowe, w części źródeł pojawiły się nawet nieprawdziwe informacje o jego rzekomej śmierci w czasie kampanii wrześniowej. W 1955 roku Smętek ukończył studia historyczne na Uniwersytecie Warszawskim, promotorem jego pracy magisterskiej była Żanna Kormanowa. Przez wiele lat pracował jako nauczyciel historii i wychowawca w Szkole Podstawowej nr 75 im. Marii Konopnickiej w Warszawie. Był przewodnikiem PTTK i oprowadzał wycieczki po w Warszawie. W roku 1973, po rozwodzie z pierwszą żoną, ożenił się z Władysławą. Zmarł 29 stycznia 1983 roku w Warszawie i został pochowany jako Witold Smentek (tak zapisywano po wojnie jego nazwisko) na cmentarzu prawosławnym na Woli.